# John Katko

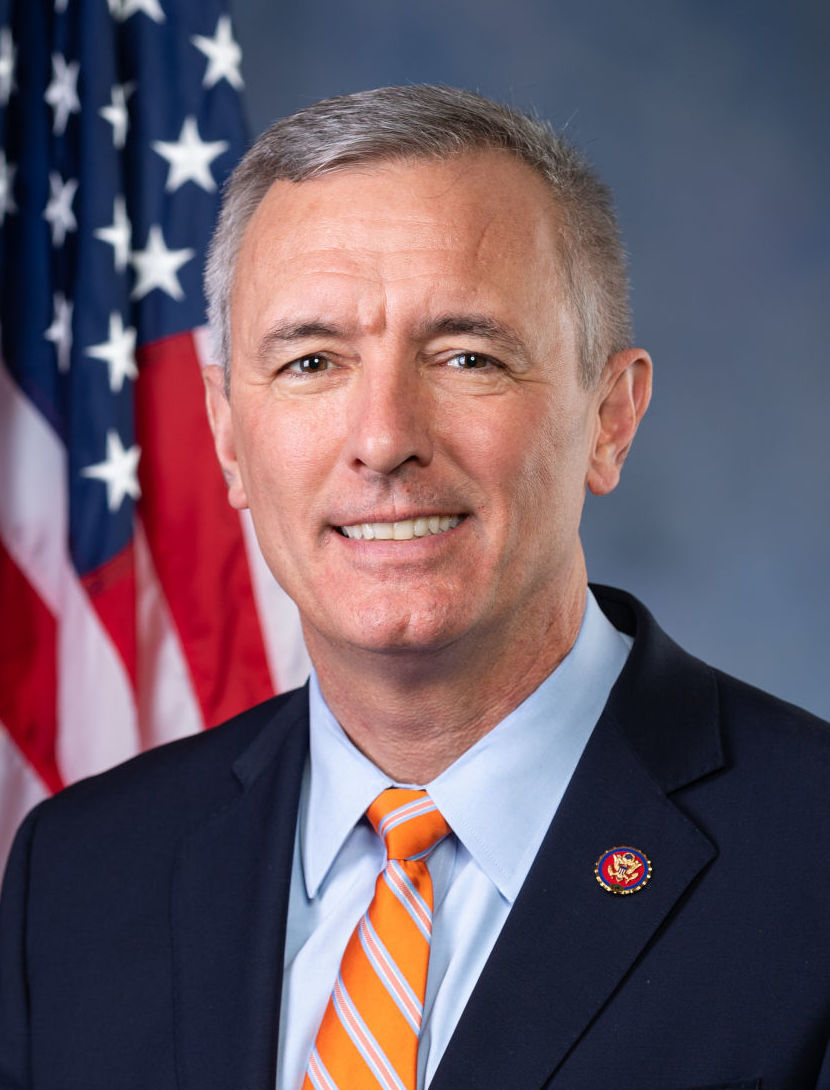
John Katko (2019)

John Michael Katko (* 9. November 1962 in Camillus, Onondaga County, New York) ist ein US-amerikanischer Politiker der Republikanischen Partei. Von 2015 bis 2023 vertrat er den 24. Distrikt des Bundesstaats New York im US-Repräsentantenhaus.

## Werdegang
Im Jahr 1980 absolvierte John Katko die Bishop Ludden High School in Syracuse (New York). Danach studierte er bis 1984 an der Niagara University in Lewiston (New York), wo er einen Bachelor of Arts erlangte. Nach einem anschließenden Jurastudium an der Syracuse University, 1988 mit Abschluss als Juris Doctor (J.D.), und seiner Zulassung als Rechtsanwalt, begann er in seinem Beruf zu praktizieren. Von 1991 bis 1995 war er für die United States Securities and Exchange Commission tätig. Danach arbeitete er von 1995 bis 2014 in verschiedenen Positionen für das Bundesjustizministerium.
Katko ist mit seiner Frau Robin seit etwa 1990 verheiratet. Das Paar lebt zusammen mit drei Kindern in Camillus (New York).

## Politik
Politisch schloss er sich der Republikanischen Partei an.
Bei den Kongresswahlen des Jahres 2014 wurde Katko im 24. Kongresswahlbezirk von New York in das US-Repräsentantenhaus in Washington, D.C. gewählt, wo er am 3. Januar 2015 die Nachfolge des Demokraten Dan Maffei antrat, den er bei der Wahl mit 59 zu 39 Prozent der Stimmen besiegt hatte. 2016 besiegte er die Demokratin Colleen Deacon mit 60,6 %. Im Jahr 2018 konnte er sich mit 52,6 % gegen die Vertreterin der Demokratischen Partei, Dana Balter, durchsetzen. Bei der Wahl zum Repräsentantenhaus der Vereinigten Staaten 2020 gewann er erneut gegen Balter, sowie gegen Steven Williams von der Working Families Party mit 53,1 % der Stimmen.
Katko kündigte im Januar 2022 an, nicht erneut für eine Amtszeit im Kongress zu kandidieren. Er begründete diesen Schritt unter anderem damit, sich seiner Familie und seinem Privatleben mehr widmen zu können. Seine Nachfolgerin im 24. Bezirk ist seine Parteikollegin, die aktuelle Vertreterin des 22. Wahlbezirks, Claudia Tenney.
Katko war einer der zehn republikanischen Abgeordneten des Repräsentantenhauses, die für die Amtsenthebung von Donald Trump stimmten.

### Ausschüsse
Katko war zuletzt Mitglied in folgenden Ausschüssen des Repräsentantenhauses:
- Committee on Homeland Security (Ranking Member)
  - Border Security, Facilitation, and Operations (Ex Officio)
  - Cybersecurity, Infrastructure Protection, and Innovation (Ex Officio)
  - Emergency Preparedness, Response, and Recovery (Ex Officio)
  - Intelligence and Counterterrorism (Ex Officio)
  - Oversight, Management, and Accountability (Ex Officio)
  - Transportation and Maritime Security (Ex Officio)
- Committee on Transportation and Infrastructure
  - Aviation
  - Highways and Transit
  - Water Resources and Environment